# Aulacomya
Aulacomya is een geslacht van tweekleppigen uit de familie van de Mytilidae.

## Soorten
- Aulacomya atra (Molina, 1782)
- Aulacomya capensis (Dunker, 1846)
- Aulacomya maoriana (Iredale, 1915)
- Aulacomya regia Powell, 1957